# Louyre
Die Louyre ist ein Fluss in Frankreich, der im Département Dordogne in der Region Nouvelle-Aquitaine verläuft. Sie entspringt im Gemeindegebiet von Cendrieux, entwässert generell Richtung West bis Südwest und mündet nach rund 26 Kilometern im Gemeindegebiet von Lamonzie-Montastruc als linker Nebenfluss in den Caudeau.

## Orte am Fluss
(Reihenfolge in Fließrichtung)
- Sainte-Alvère
- Sainte-Foy-de-Longas
- Saint-Félix-de-Villadeix
- Liorac-sur-Louyre
- Lamonzie-Montastruc